# ワラチャン! U-20お笑い日本一決定戦
『ワラチャン! U-20お笑い日本一決定戦』とは、日本テレビ系列で放送された特別番組。

## 概要
日本テレビ開局60周年記念に、2013年に企画されたプロ・アマチュアを問わない20歳以下限定のお笑いコンテスト。
出場資格は2013年12月31日時点で20歳以下の者。出場メンバーは1人でも複数人でも可。プロアマは問わず、ジャンルも不問。ネタは3分まで。優勝者には200万円が贈られた。応募は1278組。
決勝戦放送日時は2013年12月11日 19:00 - 20:54。平均視聴率は6.5%だった。この視聴率の結果を受けて「ネタをやるのは無名芸人。企画が無謀すぎる」という声もあった。

## 決勝への道のり
1回戦はビデオ審査で行われ、応募総数1278組の中から276組が2回戦に進出。2回戦は2013年4月13日から5月19日まで東京（93組）、大阪（76組）、名古屋（24組）、福岡（26組）、札幌（20組）、仙台（17組）、広島（20組）の7会場で行われ、50組が準決勝へ進出した（下述）。なお各大会には各地域出身の応援芸人が付いた。
各大会の応援芸人
- 名古屋大会：スギちゃん
- 大阪大会：銀シャリ
- 東京大会：ナイツ
- 広島大会：東京ダイナマイト
- 札幌大会：平成ノブシコブシ
- 福岡大会：パンクブーブー
- 仙台大会：サンドウィッチマン

## 出演者

### MC
- タカアンドトシ

### 進行
- 羽鳥慎一

### VIPゲスト（審査員）
- 間寛平
- 関根勤
- 松本明子
- 片瀬那奈
- 平愛梨
- 村田諒太
- 伊野尾慧（Hey!Say!JUMP）

### 応援サポーター
- NMB48

### 応援芸人
- かもめんたる
- キンタロー。
- サンドウィッチマン
- TKO
- ナイツ
- なだぎ武
- NON STYLE
- バッファロー吾郎
- パンクブーブー
- 安田大サーカス

## 優勝者
- たかまつなな（サンミュージックプロダクション所属）

## 決勝進出者
- 扇[注釈 1]
- からし蓮根（NSC大阪35期生）
- ガンキン（NSC大阪35期生）[注釈 2]
- 粗品（霜降り明星）（よしもとクリエイティブ・エージェンシー所属）[注釈 3][注釈 4]
- 出口・入口・堀ぐっちー（松竹芸能所属）
- ドラッパ（NSC東京18期生）[注釈 5]
- ラパンジール（NSC大阪35期生）[注釈 6]

※この他にもう1組決勝進出コンビがいたが、セーフティ番頭のネタを盗作していたことが発覚したため出場辞退となった。

## 準決勝進出者
- アンダーグランド[注釈 7]
- IFRAT
- 岩永達彦[注釈 8]
- 歌歌ちゃん
- NMR48[注釈 9]
- オッパショ石[注釈 10]
- カメルーン
- 神崎パルタ[注釈 11]
- グリルパン
- 後悔7乗[注釈 12]
- コンパクトナショナル[注釈 13]
- サイクロン[注釈 14]
- 酒井・國土[注釈 15]
- サトちゃん・タクちゃん[注釈 16]
- サレンダー[注釈 17]
- season[注釈 18]
- シィトベルト
- 尺取
- しゃべり寿司
- 春太とあめり[注釈 19]
- 白倉かなめ
- 絶対領域[注釈 20]
- ダブルレンズ[注釈 21]
- たろうのすけ
- ドーレットカーレット
- 飛び出せ!胃もたれ
- noisy
- バスケントンズ
- 濱上直仁（フーシャオ飯店）[注釈 22]
- バンジージャンプ[注釈 23]
- プライドチキン[注釈 24]
- ぷりん亭芽りん[注釈 25]
- ポテトキャベッチ
- ホワイトロリィタ
- ミナミ産地[注釈 26]
- メトロレトロ
- yume
- ライトハウス
- ラインズ
- らんま[注釈 27]
- リセットボタン
- わきあいあい

## スタッフ
- 企画：斎藤政憲、三浦伸介
- 構成：長谷川朝二、小野高義、石塚祐介、塩野智章、ビル坂恵、松本真一、はしもとこうじ
- TM：佐治佳一
- TD：三山隆浩
- SW：村上和正
- カメラ：津野祐一
- VE：佐久間治雄
- MIX：池田正義
- 照明：内藤晋
- モニター：大江房夫
- ECG：滝澤奈美子
- 技術協力：NiTRO
- アートプロデューサー：牧野沙和
- 美術・デザイン：波多野真理
- 装置：志村和広
- 電飾：樋口匠
- 装飾：後藤隆彦
- 特効：堀田秀二郎
- メイク：山田真歩
- 美術協力：日テレアート
- 編集：森岡祐次（麻布プラザ）
- MA：佐藤卓也（麻布プラザ）
- 音効：竹内陽
- リアルタイムCG：塚越千恵、鈴木寿晃、末継英一
- タイトルデザイン：藤井一
- CGデザイン：加藤誠
- デジタル展開：海野大輔、崎田浩介、大月真、新津沙央理、大倉悠輝、安部陽介、中村貴士
- 投票コーディネート：小室圭子、西川裕
- ロケ技術：MABU、東通
- 音制作：堀田卓也（日本テレビ音楽）
- 日本一テレビ：小島友行、鈴木淳一、遠藤正累、大東徹也、秋山健一郎、川邊裕介
- 編成：久保真一郎
- 広報：明比雪
- 営業：瀬戸口正克
- ワラチャン!事務局：上妻正純、岩井あかり、BEEPS
- TK：大岡伸江
- デスク：山本恭代
- AP：泉亜希子
- AD：滝澤俊介
- フロアディレクター：番秀一郎、卜部一哉、黒石岳志、岩本智也
- ディレクター：田口龍、山中豪、斉藤カツオ、畑中真治、石原良憲
- 協力：BACK-UP MEDIA、いまじん、AXON
- プロデューサー：斎藤政憲、松本真、大友有一、今瀧陽介、浜田和宏、仲良平、坂本直彦
- 演出：堤本幸男、田川裕也、徳永清孝
- 総合演出：三浦伸介
- チーフプロデューサー：大野彰作
- 制作協力：吉本興業
- 製作著作：日本テレビ